# Lobiactaea
Lobiactaea is een geslacht van kreeftachtigen uit de klasse van de Malacostraca (hogere kreeftachtigen).

## Soort
- Lobiactaea lobipes (Odhner, 1925)